# 국가생물종지식정보시스템
국가생물종지식정보시스템(NATURE)은 유엔환경개발회의 생물다양성협약 체결 및 1994년 가입으로 생물자원의 배타적 주권 확보차원에서 생물자원 보호와 생물다양성 및 균형 유지를 위해 생물종의 보유 현황에 대해 국립수목원 및 산림청이 국가생물자원의 안정적 보존과 체계적 관리를 위하여 1998년 식물종정보 DB구축 사업을 시작으로 식물자원, 곤충자원, 균류자원, 야생조류 등에 대한 도감정보, 표본정보, 보유정보 등의 데이터베이스를 구축하고 관련 응용시스템을 개발하는 등 국가생물자원정보화를 위해 지속적인 노력을 기울이고 있다.

## 다양한 네트워크 연계
또한 많은 자료를 제공하는 대학의 표본관과 수목원, 식물원 및 국가지식포털과 세계생물다양성정보포털뿐만 아니라 국가 간 자료를 공동 활용함으로써 생물유전자원 정보 네트워크 체계를 구축 및 연계하는 등 생물다양성정보 관리에 다양한 네트워크를 반영함으로써 상호 정보 공유 및 데이터개방에도 안정적 기반을 위해 노력하고 있는 것으로 잘 알려져있다.

## 같이 보기
- 국가생명연구자원정보센터